# Owen Tudor
Sir Owen Tudor (walisisk: Owain ap Maredudd ap Tudur, ca. 1400, død 2. februar 1461) var en walisisk hofmand og den anden husbond til Katarina af Valois (1401–1437), enke efter kong Henrik 5. af England. Han var bedstefar til Henrik 7., grundlæggeren af Tudor-dynastiet. Owen var en efterkommer af en fremtrædende slægt fra Penmynydd på Anglesey, der kan føre sin slægt tilbage til Ednyfed Fychan (d. 1246), en walisisk embedsmand og seneschal i Kongeriget Gwynedd. Tudors bedstefar, Tudur ap Goronwy, giftede sig med Margaret, datter af Thomas ap Llywelyn ab Owain af Cardiganshire, det sidste mandlige medlem af fyrstehuset Deheubarth. Margarets ældre søster giftede sig med Gruffudd Fychan af Glyndyfrdwy, hvis søn var Owain Glyndŵr. Owens far, Maredudd ap Tudur, og hans onkler var fremtrædende deltagere i Owain Glyndŵrs oprør mod det engelske styre, Glyndŵroprøret.

## Baggrund
Historikere betragter efterkommerne af Ednyfed Fychan, herunder Owen Tudor, som nogle af de mest magtfulde familier i Wales fra det 13. til det 14. århundrede. Efterkommerne af hans mange sønner kom til at danne et velhavende 'ministerielt aristokrati', fungerede som førende tjenere for fyrsterne af Gwynedd og spillede en nøglerolle i forsøgene på at skabe et samlet walisisk fyrstedømme. Dette privilegium fortsatte efter Edvard 1.'s erobring af Wales, hvor familien fortsatte med at udøve magt i kongen af Englands navn inden for Wales' grænser. Imidlertid glemte man aldrig familiens walisiske arv, og de ledsagende loyaliteter førte dem til at tage del undertrykte Glyndŵroprøret, der blev slået ned.

## Opvækst
Den kendsgerning, at der kun vides lidt om Tudors opvækst, og at der i i stedet stort er blevet dannet en myte omkring den, tilskrives hans families rolle i Glyndŵroprøret. På forskellige tidspunkter er det blevet sagt, at han var en bastard, søn af en ølstuevogter, at hans far var en morder på flugt, at han kæmpede ved Agincourt, at han vogtede dronning Katarinas husstand eller tøj, at han var Henrik 5.'s væbner, og at hans forhold til Katarina begyndte, da han faldt ned i dronningens skød, mens han dansede eller tiltrak dronningens øje, mens han svømmede. Den walisiske krønikeskriver Elis Gruffydd, der skrev i det 16. århundrede, bemærkede, at han var hendes sewer (en der placerer retter på bordet og smager dem) og tjener. Det vides imidlertid, at adskillige walisere efter Glyndŵroprøret opnåede stillinger ved hoffet, og i maj 1421 sluttede en 'Owen Meredith' sig til følget under Walter Hungerford, 1. baron Hungerford, steward for kongens husstand fra 1415 til 1421.

## Katarina af Valois
Henrik 5. af England døde den 31. august 1422 og efterlod sin hustru, dronning Katarina, som enke. Enkedronningen boede til at starte med sammen med sin spæde søn, kong Henrik 6., inden hun flyttede til Wallingford Castle tidligt i hans regeringstid. I 1427 menes det, at Katarina indledte en affære med Edmund Beaufort, 2. hertug af Somerset. Beviset for denne affære er tvivlsomt. Forbindelsen tilskyndede imidlertid en parlamentarisk statut, der regulerede hvordan dronninger af England kunne indgå et nyt ægteskab. Historikeren G.L. Harriss foreslog, at det var muligt, at affæren resulterede i fødslen af Edmund Tudor. Harriss skrev: "I sin beskaffenhed er beviset for hvem Edmund Tudors forældre ikke helt fastslået, men de fakta, som kan indsamles, tillader en sandsynlig mulighed for, at Edmund 'Tudor' og Margaret Beaufort var fætter-kusiner, og at kongehuset 'Tudor' faktiske nedstammede fra Huset Beaufort på begge sider." På trods af statutten er man enige om, at Katarina på et ukendt tidspunkt giftede sig med Owen.

## Børn
En gammelt stamtavle over den engelske kongefamilie, dateret ca. 1500, nævner at Owen Tudor og dronning Katarina fik tre sønner: Edmund, Jasper og Edvard:
"Owyn tedder marrydd wt queen Kateryn yt was wyffe un to kyng henry ye vth & had by har Edmunde yerle of rychemond Jaspar & Edward the sayd Edmund maryed wt Margarete yt was dawter & eyer un to John duke of Somersett."
"Owen Tudor giftede sig med dronning Katarina, der havde været hustru til kong Henrik den Femte, og havde født ham Edmund, jarl af Richmond, Jasper og Edvard, den nævnte Edmund giftede sig med Margaret, der var datter og arving af John, hertug af Somerset"
Krøniken Chronicle of London, fra det 15. århundrede, skriver det samme. Den fastslår, at "... Oweyn [Tudor] havde tidligere giftet sig med dronning Katarina, og havde fået 3 eller 4 børn."
- Edmund (1430 - 1 november 1456) blev født på enten Much Hadham Palace i Hertfordshire eller på Hadham i Bedfordshire. Edmund blev 1. jarl af Richmond i 1452 og giftede sig senere med Margaret Beaufort. I 1456 døde han af pest i Carmarthen, tre måneder inden fødslen af parrets søn på Pembroke Castle. Sønnen, Henrik, blev senere konge af England og grundlagde Tudor-dynastiet.[9]
- Jasper (1431 - 26 december 1495) blev født i Hatfield. Han blev den 1. jarl af Pembroke i 1452, men blev stemplet som en forræder i 1461. Han blev imidlertid den første hertug af Bedford i 1485. Han var den anden ægtemand til Catherine Woodville, enke efter hertugen af Buckingham og søster til Elizabeth Woodville, hustru til Edvard 4. De fik ikke nogen børn. Jasper fik en uægte datter, kaldet Ellen Tudor. Ellen giftede sig (1.) med William Gardiner, fra London, en buntmager (død 1485), som hun fødte fem børn: Thomas (kongens præst, prior af Blyth, Nottinghamshire, prior af Tynemouth, Northumberland), Philippe, Margaret, Beatrice og Anne. Ellen giftede sig (2.) før 1493 med William Sibson (eller Sybson), fra London, en buntmager. I perioden 1501–2 sagsøgte Peter Watson fra London, klædehandler og William Sybson, ægtemand til Ellen, enke efter William Gardiner, Londons borgmester, rådmænd og sheriffer i kanslerretten på vegne af William Gardiners, for at inddrive arveparten tilhørende Williams søn, Thomas Gardiner, der var indtrådt i Westminster Abbey.
- Edvard Tudor. Man ved meget lidt om dette barns liv. Tudor-historikeren Polydore Vergil skrev, at dette barn, hvis navn han ikke fortalte, blev "en munk i St. Benet-ordenen og levede ikke læng derefter".[10] Historikeren William Camden omtalte dette barn som Edvard Tudor og antydede, at han ligger begravet i St. Blaise-kapellet i Westminster Abbey, nær abbeden Nicholas Litlingtons grav.[11] Alligevel bliver han kaldt Owen Tudor i de fleste offentliggjorte kilder, af hvilke grunde ikke er klare. Den moderne historiker Pearce har imidlertid påvist, at der ikke eksisterede nogen munk ved navn Edvard eller Owen Tudor i Westminster Abbey i denne tidsperiode. En alternativ teori, der er fremført af Pearce, er, at Edvard Tudor er den samme person som Edward Bridgewater, en kendt munk ved Westminster Abbey, der døde i ca.1471. Denne teori ser ud til at være grundløs.
- Polydore Vergil fortæller, at Owen og dronning Katarina også havde en datter, der blev nonne, dog bekræftes dette ikke af nogen anden kilde.

Owen Tudor fik mindst et uægte barn med en ukendt elskerinde:
- Sir David Owen blev født i 1459 på Pembroke Castle.[12] Han erhvervede senere Southwick Court i Wiltshire, inden han giftede sig med en arvingen til Cowdray-ejendommen i Sussex. Han er begravet i klosterkirken i Easebourne, nær Midhurst.

## Liv efter Katarinas død
Efter dronning Katarinas død i 1437, mistede Owen Tudor beskyttelsen fra statutten om enkedronningernes indgåelse af nyt ægteskab og blev fængslet i Newgatefængslet.  I 1438 undslap han, men blev senere taget til fange igen og tilbageholdt under konstablen af Windsor Castles varetægt.  I 1439 gav Henrik 6. af England ham en fuld benådning og tilbageleverede hans ejendele og landbesiddelser. Derudover gav Henrik 6. ham en pension på 40 £ om året, gav ham en stilling ved hoffet og udnævnte ham til Keeper of the King's Parks i Denbigh. I 1442 bød Henrik 6. sine to halvbrødre, Edmund og Jasper, velkommen ved hoffet. I november 1452 blev Owens sønner Edmund og Jasper indsat som jarler af Richmond og Pembroke med anerkendelsen om at være kongens halvbrødre. I 1459 blev Tudors pension forhøjet til 100 £ om året. Owen og Jasper fik til opgave at arrestere en tjener, der arbejde for John Dwnn af Kidwelly, en støtte af York, og senere samme år erhvervede Tudor en andel af de fratagne godser, der tilhørte en anden York-støtte, John, Lord Clinton. Den 5. februar 1460 blev Tudor og Jasper tildelt livsembeder i hertugen af Yorks herredømme Denbigh, første skridt til, at de senere overtog herredømme.

## Død
Owen Tudor var et tidligt offer under Rosekrigene (1455-1487) mellem Huset Lancaster og Huset York. Han sluttede sig til sin søn Jaspers hær i Wales i januar 1461, en styrke, der blev besejret i slaget ved Mortimer's Cross af Edvard of York. Den 2. februar blev Tudor taget til fange og halshugget i Hereford. Hans hoved blev anbragt på markedskorset der, "and a madde woman kembyd hys here and wysche a way the blode of hys face" (og en ung kvinde redte hans hår og vaskede blodet væk fra hans hår) og anbragte 100 lys omkring ham. Tudor havde imidlertid forventet at blive fængslet snarere end henrettet. Få øjeblikke inden sin henrettelse indså han, at han skulle dø, og mumlede "that hede shalle ly on the stocke that wass wonte to ly on Quene Katheryns lappe" (det hoved der snart skal ligge i gabestokken, det havde engang ligget i Dronning Katarinas skød). Hans lig blev begravet i et kapel i nordsiden af Greyfriars' Church i Hereford. Han havde intet mindesmærke, før hans uægte søn, David, betalte en grav, før klostret blev nedlagt.

## Aner
Owen var en efterkommer af Rhys ap Gruffydd (1132–1197), hersker over Kongeriget Deheubarth, gennem denne slægtslinje:
Rhys havde en datter, Gwenllian ferch (datter af) Rhys, som blev gift med Ednyfed Fychan, Seneschal i Kongeriget Gwynedd (d. 1246).
Ednyfed Fychan og Gwenllian ferch Rhys var forældre til Goronwy ab Ednyfed, Lord of Tref-gastell (d. 1268). Goronwy var gift med Morfydd ferch Meurig, datter af Meurig af Gwent. Meurig var søn af Ithel, barnebarn af Rhydd og oldebarn af Iestyn ap Gwrgant, den sidste konge af Morgannwg (regeret 1081–1091) inden normannernes erobring.
Goronwy og Morfydd var forældre til Tudur Hen, Lord of Penmynydd (d. 1311). Tudur Hen giftede sig med Angharad ferch Ithel Fychan, datter af Ithel Fychan ap Ithel Gan, Lord of Englefield. De var forældre til Goronwy ap Tudur Hen, Lord of Penmynydd (d. 1331).
Goronwy ap Tudur blev gift med Gwerfyl ferch Madog, datter af Madog ap Dafydd, baron af Hendwr. De var forældre til Tudur ap Goronwy, også kendt som Tudur Fychan ("Tudur den Lille") for at skelne ham fra hans bedstefar Tudur Hen ("Tudur den Gamle"), Lord of Penmynydd (d. 1367).
Tudur Fychan giftede sig med Margaret Ferch Thomas of Is Coeod, fra Wales' oprindelige og gamle kongehuse. Margaret og hendes søstre, Ellen og Eleanor, nedstammede fra Angharad birk Llywelyn, datter af Llywelyn den Store.
Tudur og Margaret var forældre til Maredudd ap Tudur (død 1406). Maredudd giftede sig med Margaret ferch Dafydd, datter af Dafydd Fychan, Lord of Anglesey, og hans hustru, Nest ferch Ieuan.
Maredudd ap Tudur og Margaret ferch Dafydd var forældre til Owen Tudor.
Der er ingen tvivl om, at Owen var af ædel slægt. Dronning Katarina skulle angiveligt, efter at hendes søns regenter havde nægtet hende tilladelse til at gifte sig med Edmund Beaufort, hertug af Somerset, have sagt, da hun forlod hoffet, "Jeg vil gifte mig med en mand af så lav, men alligevel ædel slægt, at min herres regenter ikke kan gøre indsigelse."  Indsigelsen mod Somerset var, at han var en grandfætter til Henrik 5. gennem den legitimerede Beaufort-slægt, efterkommere af Johan of Gent.